# Thomas Zoglauer
Thomas Zoglauer (* 30. Januar 1960 in Neckarrems) ist ein deutscher Philosoph.

## Leben
1989 studierte für ein Halbjahr als ‘Visiting Scholar’ am Philosophy Department der Binghamton University. Das Studium der Mathematik, Physik und Philosophie an der Universität Stuttgart schloss er mit dem 1. Staatsexamen in Mathematik, Physik, Philosophie und dem Diplom in Mathematik ab. Nach der Promotion 1991 in Philosophie an der Universität Stuttgart, war er von 1992 bis 1993 Studienassessor am Lise-Meitner-Gymnasium in Remseck am Neckar.
Von 1990 bis 1995 arbeitete er im Sonderforschungsbereich 230 (‘Natürliche Konstruktionen’) an der Universität Stuttgart (Teilprojekt A1) mit; und leitete eine Arbeitsgruppe, die sich mit Problemen interdisziplinärer Modellübertragungen beschäftigte. Von 1990 bis 1997 hatte er einen Lehrauftrag für Philosophie an der Universität Stuttgart.
Von 1993 bis 2016 war er Akademischer Rat / Oberrat an der Brandenburgischen Technischen Universität Cottbus. Nach der Habilitation 1997 (an der BTU Cottbus) wurde er 1999 zum Privatdozenten der BTU Cottbus ernannt. Von April 2002 bis März 2003 vertrat er die C3-Professur für Wissenschaftsphilosophie an der Universität Erfurt. 2006 wurde er zum außerplanmäßigen Professor an der BTU Cottbus ernannt. Von 2011 bis 2016 war er Studiengangsleiter für den Bachelor-Studiengang Kultur und Technik. 2016 war er Prüfungsausschussvorsitzender der BA- und MA-Studiengänge Kultur und Technik, kommissarische Leitung der Arbeitsgebiete Technikphilosophie und Allgemeine Technikwissenschaften am Institut für Philosophie und Sozialwissenschaften der BTU.
Seit 2018 hat er einen Lehrauftrag an der Graduierten-Akademie der Universität Stuttgart.

## Schriften (Auswahl)
- Geist und Gehirn. Das Leib-Seele-Problem in der aktuellen Diskussion. Göttingen 1998, ISBN 3-525-03322-2.
- Konstruiertes Leben. Ethische Probleme der Humangentechnik. Darmstadt 2002, ISBN 3-89678-436-6.
- Einführung in die formale Logik für Philosophen. Göttingen 2016, ISBN 3-8252-4592-6.
- Ethische Konflikte zwischen Leben und Tod. Über entführte Flugzeuge und selbstfahrende Autos. Hannover 2017, ISBN 3-933722-53-5.